# Jacob Collins-Levy
Jacob Collins-Levy (18 de marzo de 1992), es un actor australiano.

## Carrera
En el 2015 apareció en la serie Glitch donde interpretó a Rory Fitzgerald.
En junio del 2016 se anunció que Jacob se había unido al elenco principal de la nueva serie The White Princess en la que daría vida a Henry VII de Inglaterra, el futuro rey de Inglaterra. La serie fue estrenada en el 2017.

## Filmografía

### Series de televisión
| Año  | Serie              | Personaje               | Notas                                  |
| ---- | ------------------ | ----------------------- | -------------------------------------- |
| 2020 | Doctor Who         | Lord Byron              | episodio The Haunting of Villa Diodati |
| 2019 | Bloom              | Herb                    | - miniserie                            |
| 2018 | Pure               | Benji                   | episodio # 1.3 - miniserie             |
| 2017 | The White Princess | Henry VII de Inglaterra | 8 episodios                            |
| 2016 | Barracuda          | Clyde                   | episodio # 1.4 - miniserie             |
| 2015 | Glitch             | Rory Fitzgerald         | 3 episodios                            |
| 2015 | Gallipoli          | Soldado                 | episodio "The Breakout" - miniserie    |

### Películas
| Año  | Título                             | Personaje     | Notas |
| ---- | ---------------------------------- | ------------- | --- |
| 2019 | The True History of The Kelly Gang | Thomas Curnow | junto a Russell Crowe, Charlie Hunnam, Essie Davis, George McKay                                               |
| 2016 | Joe Cinque's Consolation           | Saul          | junto a Gia Carides, Laura Gordon, Janelle McMenamin, Geraldine Hakewill, Eva Lazzaro y Emilie Cocquerel       |
| 2015 | Holding the Man                    | Andrew        | junto a Ryan Corr, Sarah Snook, Anthony LaPaglia, Kerry Fox, Craig Stott, Francesco Ferdinandi y PiaGrace Moon |